# باربارا أن ويلكوكس

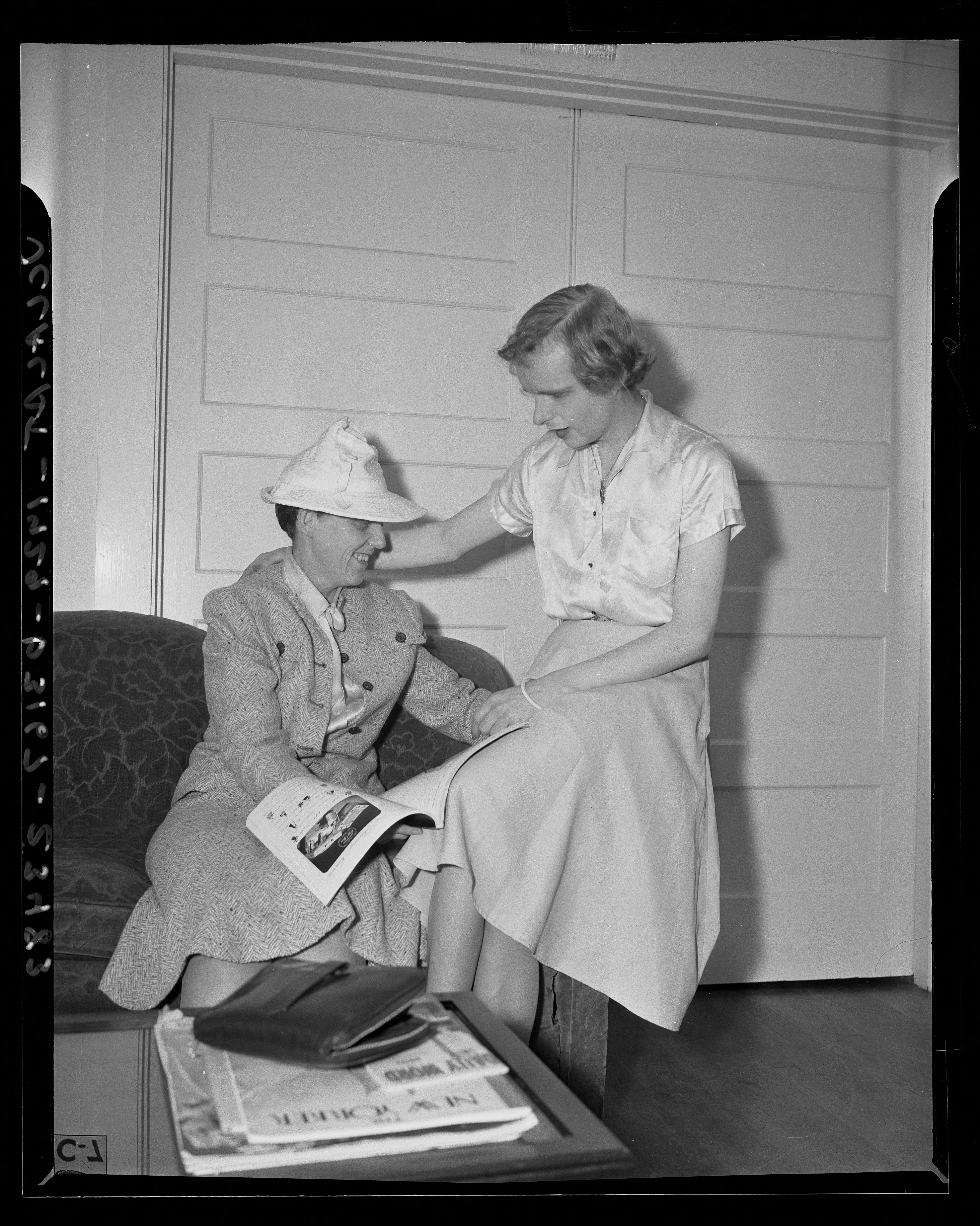
ريتشاردز (إلى اليمين) وشريكها في لوس أنجلوس عام 1941

باربرا آن ويلكوكس (1 أبريل 1912-9 سبتمبر 1962) ، والمعروفة أيضًا باسم باربرا آن ريتشاردز ، امرأة أمريكية متحولة جنسيًا اشتهرت بالتماسها الناجح عام 1941 لتغيير اسمها القانوني إلى اسمها المفضل ، والذي حظي باهتمام إعلامي واسع مثل واحدة من أولى القضايا المتعلقة بالوضع القانوني للأشخاص المتحولين جنسياً.

## النشأة والتعليم
ولدت ريتشاردز في 1 أبريل 1912 في سالم ، ماساتشوستس ، لعائلة ثرية. دخلت المستشفى لعدة أشهر عندما كانت في الخامسة من عمرها بسبب التهاب السحايا في العمود الفقري ، مما جعلها ضعيفة جسديًا. كانت محصورة بتوقعات الذكور من والدها وزملائها في الفصل طوال فترة نشأتها المبكرة. عندما انفصل والداها عندما كانت في الثالثة عشرة من عمرها ، ذهبت إلى لوس أنجلوس مع والدتها ، حيث بدأت تستمتع بالمدرسة أكثر.
في عام 1931 ، التحقت بكلية بومونا في كليرمونت ، كاليفورنيا ، لكنها غادرت بعد عام.
قبل ان تصبح في مجالها التصميم الداخلي، جربت مجموعة متنوعة من الوظائف قبل اتخاذ قرار بشأن التصميم الداخلي.

## التحول الجنسي والوضع القانوني بتلك الفترة
التقت ريتشاردز بالرجل المتحول جنسياً ريتشارد ويلكوكس في حفلة عام 1940 وطلب منه الزواج منها في وقت لاحق من ذلك اليوم. حاولت التسجيل في نظام الواجب الانتقائي في أكتوبر ، ولكن تبين أنها غير مناسبة للخدمة العسكرية ورفضت.
قدمت التماسًا إلى المحكمة العليا في مقاطعة لوس أنجلوس في عام 1941 لتغيير اسمها إلى باربرا ، واعترفت فعليًا بأنها امرأة.
بدلاً من تصوير تحولها كظاهرة طبيعية غريبة ، قللت من حقيقة أنها كانت تتناول هرمونات أنثوية. أثار موقفها اهتمام المؤسسات الإخبارية الكبرى ، التي تعاملت معها على أنها شذوذ غريب وزادت من قيمتها الصدمية.
قالت ريتشاردز إنها ستُلغى زواجها عندما أصبح علنًا خلال دعواها القضائية. لكن فعلت ذلك بعد ان ربحت القضية. 